# Tatsuhiko Yamagami
Tatsuhiko Yamagami (山上 たつひこ, Yamagami Tatsuhiko), né le 13 décembre 1947 à Tokushima (Japon), est un mangaka et écrivain japonais.
Il débute en 1965 avec Himitsu Shirei O (Ordre secret O), publié chez Kage. En 1970, il connaît le succès avec ses deux volumes des vents de la colère (Hikaru Kaze), un seinen manga politique et philosophique traitant de la collaboration occulte entre le Japon et les États-Unis. Il abandonne ensuite ce genre pour se tourner vers le shōnen sexuel et scatologique, avec son grand succès Gaki-Dêka (Le garçon détective). En 1990, il abandonne le manga pour devenir romancier.

## Publications
- Himitsu Shirei O, Kage, 1965
- Les Vents de la colère (Hikaru Kaze), 1970 (Delcourt, 2006)
- Gaki-Dêka, 1970 - 1990
- Kaisô no Zarashi, Shônen Champion, trois volumes
- Bokushin Ko (Boxing Kid), Shônen Champion
- Kigeki Shin Shisou Taikei, Akita Shoten
- Zoku Kigeki Shin Shisou Taikei, Akita Shoten
- Zokuzoku Kigeki Shin Shisou Taikei, Akita Shoten
- Zokuzokuzoku Kigeki Shin Shisou Taikei, Akita Shoten
- Zokuzokuzokuzoku Kigeki Shin Shisou Taikei, Akita Shoten
- Bekkan Kigeki Shin Shisou Taikei, Akita Shoten